# Sorolopha
Sorolopha is een geslacht van vlinders van de familie bladrollers (Tortricidae), uit de onderfamilie Olethreutinae.

## Soorten
- S. aeolochlora (Meyrick, 1916)
- S. agalma Diakonoff, 1973
- S. agana (Falkovich, 1966)
- S. agathopis (Meyrick, 1926)
- S. arctosceles (Meyrick, 1931)
- S. archimedias (Meyrick, 1912)
- S. argyropa Diakonoff, 1973
- S. artocincta Diakonoff, 1973
- S. asphaeropa Diakonoff, 1973
- S. atmochlora (Meyrick, 1930)
- S. auribasis Diakonoff, 1973
- S. authadis Diakonoff, 1973
- S. autoberylla (Meyrick, 1932)
- S. bathysema Diakonoff, 1973
- S. bruneiregalis Tuck & Robinson, 1994
- S. bryana (Felder & Rogenhofer, 1875)
- S. callichlora (Meyrick, 1909)
- S. camarotis (Meyrick, 1936)
- S. caryochlora Diakonoff, 1973
- S. cervicata Diakonoff, 1973
- S. compsitis (Meyrick, 1912)
- S. cyclotoma (Lower, 1901)
- S. chlorotica Liu & Bai, 1985
- S. chortodes (Diakonoff, 1968)
- S. delochlora (Turner, 1916)
- S. dictyonophora Diakonoff, 1973
- S. doryphora Diakonoff, 1973
- S. dyspeista Diakonoff, 1973
- S. elaeodes (Lower, 1908)

- S. englyptopa (Meyrick, 1938)
- S. epichares Diakonoff, 1973
- S. euochropa Diakonoff, 1973
- S. eurychlora Diakonoff, 1973
- S. ghilarovi Kuznetsov, 1988
- S. herbifera (Meyrick, 1909)
- S. homalopa (Diakonoff, 1968)
- S. hydrargyra (Meyrick, 1931)
- S. khaoyaiensis Kawabe, 1989
- S. leptochlora (Turner, 1916)
- S. liochlora (Meyrick, 1914)
- S. longurus Liu & Bai, 1982
- S. margaritopa (Diakonoff, 1953)
- S. melanocycla Diakonoff, 1973
- S. mniochlora (Meyrick, 1907)
- S. muscida (Wileman & Stringer, 1929)
- S. nagaii Kawabe, 1989
- S. nucleata Diakonoff, 1973
- S. phyllochlora (Meyrick, 1905)
- S. plinthograpta (Meyrick, 1931)
- S. plumboviridis Diakonoff, 1973
- S. prasinias (Meyrick, 1916)
- S. rubescens Diakonoff, 1973
- S. saitoi Kawabe, 1989
- S. semiculta (Meyrick, 1909)
- S. sphaerocopa (Meyrick, 1930)
- S. stygiaula (Meyrick, 1933)
- S. tenuirurus Liu & Bai, 1982
- S. timiochlora Diakonoff, 1973